# Jeong Ji-yong
Jeong Ji-yong, romanizzato come Chong Chiyong, (in coreano: 정지용?; Contea di Okcheon, 20 giugno 1903 – Pyongyang, circa 1950) è stato un poeta coreano, capostipite del Modernismo in Corea, nonché il primo poeta moderno considerato di successo.
Noto per la sua straordinaria padronanza del linguaggio e della forma, Chong scrisse più di 120 poesie, incentrate per la maggior parte su: mare, montagna, città, campagna, e religione.
Chong dopo essersi diplomato in Giappone, introduce i lavori di Blake e Whitman in Corea e per alcuni anni insegna lingua inglese in scuole e università. Oltre alla incredibile produzione poetica è importante ricordare che Chong contribuì alla ascesa di giovani e talentuosi poeti come Yi Sang e il gruppo Green Deer.
La sua seconda, e più nota, collezione “White Deer Lake”, presenta un tema (natura) che può sembrare convenzionale ma, grazie all’utilizzo delle giuste parole nel coretto contesto si crea un effetto assolutamente moderno.